# Chersotis multangula
Chersotis multangula là một loài bướm đêm thuộc họ Noctuidae. Nó được tìm thấy ở các vùng núi (on heights of over 2,000 mét) of miền trung và Nam Âu, Maroc, Thổ Nhĩ Kỳ, Armenia, Iran, Syria, Liban và Kavkaz.
Sải cánh dài 32–38 mm. Con trưởng thành bay từ tháng 6 đến tháng 8 tùy theo địa điểm.
Ấu trùng ăn Galium mollugo và các loài thực vật khác.

## Phụ loài
There are three recognised subspecies:
- Chersotis multangula multangula
- Chersotis multangula subdissoluta (Thổ Nhĩ Kỳ, miền tây Turkmenistan, Armenia, the Caucasus, miền bắc Iran, Syria và Liban)
- Chersotis multangula andreae (Pyrenees, Morocco)